# Neuville-sur-Authou
Neuville-sur-Authou è un comune francese di 196 abitanti situato nel dipartimento dell'Eure nella regione della Normandia.

## Società

### Evoluzione demografica
Abitanti censiti